# Сплітер
Сплі́тер — пристрій, що дозволяє розділити (розділювач), або об'єднати (суматор) НВЧ-сигнал. Характеризується кратністю поділу — 1:2, 1:3, 1:4 і т. д.

## ADSL-сплітер

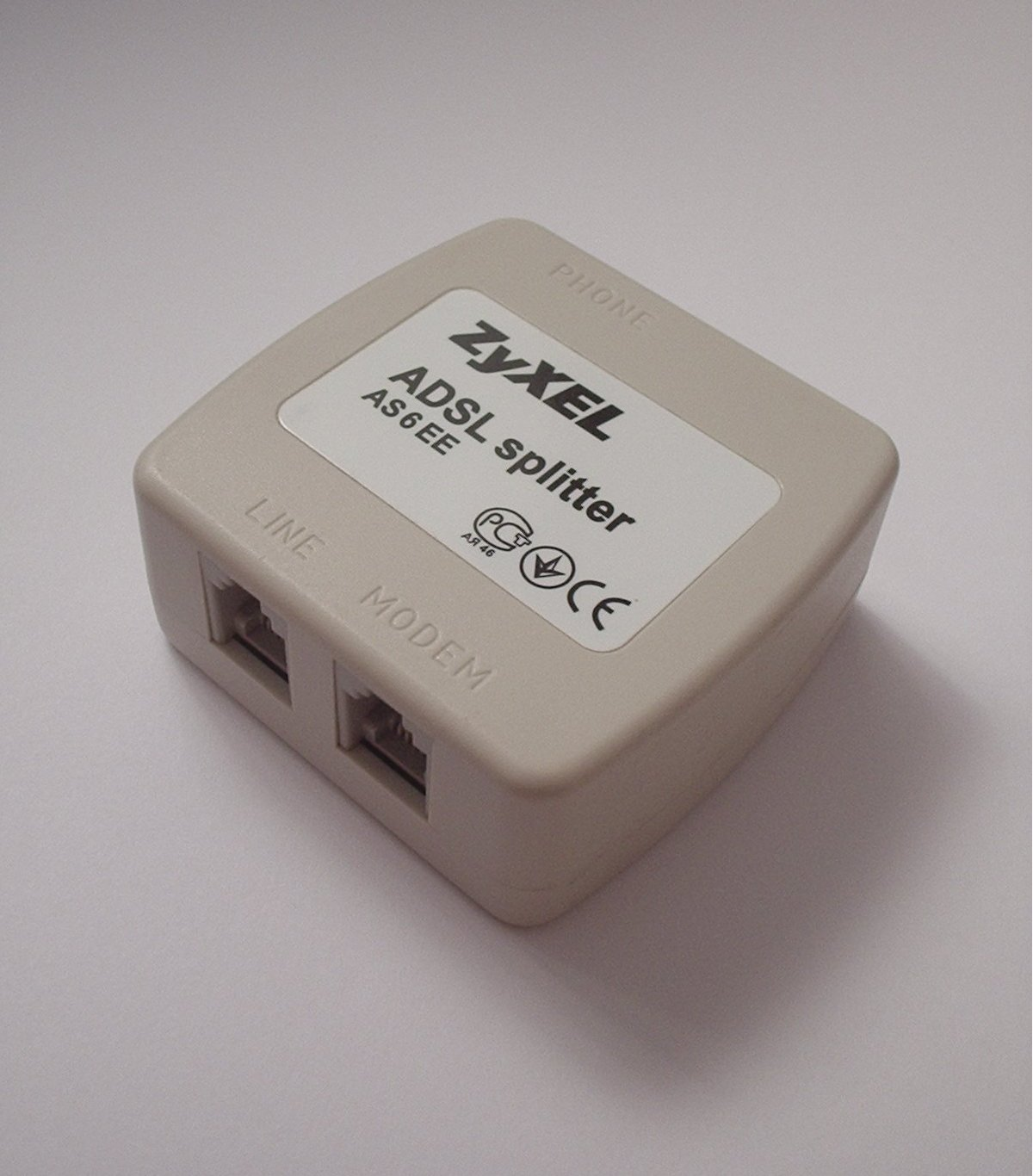
ADSL-сплітер

ADSL-сплітер відділяє частоти голосового сигналу (0,3 — 3,4 КГц) від частот, що використовуються ADSL-модемом (26 КГц — 1.4 МГц). Таким чином, виключається взаємний вплив модема та телефонного апарата. Це дозволяє ADSL-модемові та телефонному/факс апаратові працювати на одній телефонній лінії одночасно і незалежно один від одного.
ADSL-сплітер може бути вмонтований в ADSL-модем, а може бути окремим пристроєм.
У деяких випадках замість сплітера може бути використаний мікрофільтр, що встановлюється зі сторони клієнта в місці з'єднання аналогового телефону або факс-апарата. Також існують з'єднання, де одночасно застосовуються сплітер і мікрофільтр.